# 唐·夸里
唐纳德·奥赖利·“唐”·夸里 CD（英語：Donald O'Riley "Don" Quarrie，1951年2月25日—），牙买加前男子田径运动员。他曾在1976年夏季奥运会田径比赛中获得男子200米金牌和100米银牌，在1980年夏季奥运会上获得男子200米铜牌，在1984年夏季奥运会上获得男子4×100米接力银牌。